# Jean-Eudes Maurice
Jean-Eudes Maurice (* 21. Juni 1986 in Alfortville) ist ein haitianisch-französischer Fußballspieler, der beim FK Aqtöbe unter Vertrag steht. Er ist außerdem als Nationalspieler für Haiti aktiv und spielt hauptsächlich als offensiver Mittelfeldspieler, kann aber auch als Stürmer eingesetzt werden.

## Karriere
Maurice begann seine professionelle Fußballerlaufbahn 2008 bei Paris Saint-Germain FC, nachdem er für die Vereine US Alfortville und UJA Alfortville in seiner Heimatstadt Alfortville gespielt hatte. Am 20. November 2009 debütierte in der Ligue 1 im Derby gegen Olympique Marseille, als er eingewechselt wurde. Am 2. Dezember 2009 erzielte er sein erstes Ligaspiel-Tor gegen US Boulogne. Zur Saison 2011/12 wurde er an den RC Lens verliehen.  
Am 3. September wurde Maurice für eine Saison an den Le Mans Football Club ausgeliehen.
Am 2. September 2011 debütierte er für die Nationalmannschaft von Haiti im WM-Qualifikationsspiel gegen die Amerikanischen Jungferninseln, in diesem Spiel erzielte er ebenfalls sein erstes Länderspiel-Tor.